# Dressed to Kill (film, 1941)
Pour les articles homonymes, voir Dressed to Kill.
Pour plus de détails, voir Fiche technique et Distribution.
Dressed to Kill est un film américain réalisé par Eugene Forde, sorti en 1941, avec Lloyd Nolan, Mary Beth Hughes, Erwin Kalser, Henry Daniell, William Demarest et Virginia Brissac dans les rôles principaux. Il s'agit de la troisième des sept réalisations consacré aux aventures du détective privé Mike Shayne et produite par la 20th Century Fox avec Lloyd Nolan dans le rôle principal.

## Synopsis
Le détective privé Michael Shayne (Lloyd Nolan) prépare son mariage avec la chanteuse Joanne La Mar (Mary Beth Hughes). Le jour du mariage, il se rend à l'hôtel ou loge sa compagne pour la conduire à la noce. Sur place, il assiste à la découverte dans une chambre voisine de deux corps par la femme de chambre, Emily (Virginia Brissac).
L'inspecteur de police Pierson (William Demarest) est dépêché sur place et commence son enquête. Ils s’avèrent que les morts sont Louis Lathrop, un célèbre producteur de théâtre et son actrice vedette, Desiree Vance. Shayne commence sa propre enquête et soupçonne plusieurs personnages œuvrant dans l'entourage de la troupe, comme les acteurs Julian Davis (Henry Daniell) et Otto Kahn (Erwin Kalser), la veuve du producteur Phyllis Lathrop (May Beatty) et le directeur musical Max Allaron (Milton Parsons).

## Fiche technique
- Titre original : Dressed to Kill
- Réalisation : Eugene Forde
- Scénario : Manning O'Connor et Stanley Rauh (en) d'après le roman The Dead Take No Bows de Richard Burke et le personnage du détective privé Mike Shayne de Brett Halliday
- Photographie : Glen MacWilliams
- Musique : Emil Newman, Cyril J. Mockridge et Gene Rose
- Montage : Fred Allen
- Décors : Thomas Little
- Costumes : Herschel McCoy
- Direction artistique : Richard Day et Joseph C. Wright
- Producteur : Sol M. Wurtzel
- Société de production : 20th Century Fox
- Pays de production : États-Unis
- Format : Noir et blanc
- Genre cinématographique : Film policier, film noir
- Durée : 80 minutes
- Date de sortie :
  - États-Unis : 8 août 1941

## Distribution
- Lloyd Nolan : le détective privé Michael Shayne
- Mary Beth Hughes : Joanne La Marr
- William Demarest : inspecteur Pierson
- Virginia Brissac : Lynne Evans alias Emily la femme de ménage
- Milton Parsons : Max Allaron
- Erwin Kalser : Otto Kahn / Carlo Ralph
- Henry Daniell : Julian Davis
- Charles Arnt : Hal Brennon
- Ben Carter (en) : Sam
- Dick Rich : Al, lieutenant de police
- Sheila Ryan : Connie Earle
- Charles Trowbridge : David Earle
- Hamilton MacFadden : un reporter
- May Beatty : Phyllis Lathrop
- Mantan Moreland : Rusty
- Charles C. Wilson : le rédacteur en chef

Acteurs non crédités
- William Benedict (en)
- Don Brodie
- John Dilson (en)
- Bert Moorhouse
- Spec O'Donnell
- Nestor Paiva
- Brick Sullivan
- Minerva Urecal (en)
- Emmett Vogan : Smiley Joe Bisphop

## Autour du film
- Entre 1940 et 1942, la compagnie 20th Century Fox produit une série de sept films consacrés aux aventures du détective privé Mike Shayne créé par le romancier américain Brett Halliday. Ce personnage est interprété par Lloyd Nolan et ce film est le troisième de la série, le dernier à être réalisé par Eugene Forde.